# Штенцлер, Адольф Фридрих
Адо́льф Фри́дрих Ште́нцлер (нем. Adolf Friedrich Stenzler, 9 июля 1809, Вольгаст — 27 февраля 1887, Бреслау) — немецкий индолог. Один из самых выдающихся санскритологов своего времени, одним из первых начавший издавать и переводить сутры о домашних обрядах.

## Биография
Родился 9 июля 1809 года в Вольгасте, где ещё в начале своего образования проявил склонность к восточным языкам. Продолжил обучение во Фридланде в Мекленбурге до 1826 года, затем изучал теологию и восточные языки в Грайфсвальдском университете под руководством Иоганна Готтфрида Людвига Козегартена (1792—1860). Затем продолжил своё образование в Берлинском университете у Франца Боппа (с 1827 года) и в Боннском университете у Августа Вильгельма Шлегеля (с 1828 года), а также Георга Фрейтага и Христиана Лассена (санскрит). В 1829 году Штенцлер получил докторскую степень, продолжив затем своё обучение в Париже, где он посещал лекции Антуан-Леонара Шези (1773—1832) и Антуана Исаака Сильвестра де Саси (1758—1838). Позже, с 1830 и до 1833 года, он работал в библиотеке Британской Ост-Индской компании в Лондоне.
В 1833 году Штенцлер был назначен адъюнкт-профессором восточных языков в Университете Бреслау, где в 1847 году он получил звание ординарного профессора. В Бреслау он был преподавателем арабского и персидского языков, позднее проводя занятия по санскриту и сравнительно-историческому языкознанию. С 1836 года Штенцлер также являлся куратором университетской библиотеки. В Бреслау его учениками были Люциан Шерман, Лоренц Кильхорн, Рихард Пишель и Томас Рис-Дэвидс.
Штенцлер был пионером в изучении санскрита в Германии, внёсшим также значительный вклад в изучение индийской литературы, права, медицины, обрядов и фольклора. В 1868 году он опубликовал свой наиболее известный труд — Elementarbuch der Sanskrit-Sprache, высокооценённый учебник по санскритской грамматике вкупе со словарём. Перевёл «Рагхувамшу» Калидасы; издал в 1838 году «Кумарасамбхаву» и в 1874 году «Мегхадуту» этого же поэта, в 1849 году — «Мриччхакатику» и «Яджнавалкья-смрити». Занимался вопросами дхарма-шастры Гаутамы, опубликовал в 1886 году комментарий на грихья-сутры Параскары, Гобхилы, Шанкхаяны и Ашвалаяны, издав до этого тексты их трудов, за исключением Шанкхаяны. Много работ остались неопубликованными.
В 1866 году он стал член-корреспондентом Королевской Прусской академии наук.

## Труды
- Raghuvansa, Kâlidâsae carmen. London, 1832
- Kumâra Sambhava, Kâlidâsae carmen. London, 1838
- Indische Hausregeln. Erster Teil: Açvalâyana. Leipzig, 1864—1865 (2 тома)
- Indische Hausregeln. Zweiter Teil: Pâraskara. Leipzig, 1876—1878 (2 тома)
- Elementarbuch der Sanskrit-Sprache. Erste Auflage. Breslau, 1868; 19. Auflage. Walter de Gruyter, Berlin, 2003